# Льномялка
Льномя́лка или льномя́льная маши́на — машина для первичной обработки однородных по вылежке, влажности и толщине стеблей льна и других лубяных культур после проведения предварительной их мочки и сушки. При пропуске стеблей через рифленые вальцы льномялки происходит разрушение тресты льна без разрыва волокон. После мятья льна производится его трепание и затем — расчёска.
В древности применялись простые льномялки, состоящие из станины и ручного рычага-давилки.
В конце XIX века появились механические льномялки.
В первой половине XX века
Наибольшее распространение имели в СССР в 1938 году следующие льномялки: «Л-24», механическая, применяемая главным образом на заводах: первичной обработки льна (в агрегате с трепальными машинами), колхозного типа — «Ударница Л-12», — применяемая в колхозах, колхозных пунктах и на заводах первичной обработки для повторного промина, «Л-6» и «Л-5». В СССР применялись также технически несовершенные и малопроизводительные ручные льномялки — двух- и трехвальные, требующие 3—4-кратного промина вместо одного на многовальной льномялке. Льномялки изготавливались в СССР на заводе Рязсельмаш в Рязани.
Основные рабочие органы льномялки — цилиндрические вальцы, расположенные парами друг над другом и вращающиеся в противоположные стороны. Льномялки отличаются по размеру, профилю и количеству вальцов. Наиболее распространены льномялки с 12 и 24 вальцами. Применяются вальцы гладкие и рифлёные, с выступами, расположенными параллельно или под углом к оси вращения. В СССР с 1949 выпускалась мялка льняная «МЛ-6А». Пропускная способность её — 350—500 кг тресты в 1 час.